# Прокоф'єва Олена Тимофіївна
Оле́на Тимофі́ївна Проко́ф'єва (15 липня 1912 , Макіївка, Область Війська Донського  — невідомо ) — українська радянська діячка, лікар. Депутат Верховної Ради УРСР 1-го скликання (1938–1947).

## Біографія
Народилася 15 липня 1912 року в родині робітника-водопровідника в місті Макіївці, тепер Донецька область, Україна. 
З 1923 по 1930 рік навчалася в Макіївській школі-семирічці, з 1930 року — на робітничому факультеті при медичному інституті. У 1931–1936 роках — студентка хірургічного факультету Донецького медичного інституту в місті Сталіно.
У 1936–1938 роках працювала лікарем швидкої допомоги та в хірургічному кабінеті Макіївської міської поліклініки Донецької області. У грудні 1937 року навчалася на курсах удосконалення лікарів-хірургів у Харкові.
У 1938–1941 роках — хірург-ординатор Макіївської районної лікарні Сталінської області.
26 червня 1938 року обрана депутатом Верховної Ради УРСР 1-го скликання по Макіївській міській виборчій окрузі № 285 Сталінської області.
Член ВКП(б) з 1940 року.
Під час німецько-радянської війни 27 червня 1941 року мобілізована до Червоної армії, працювала лікарем-хірургом, провідним хірургом та начальником відділення в евакуаційних шпиталях міста Череповець Вологодської області. У 1944 році повернулася до Макіївки.
З осені 1944 року — заступник головного лікаря, головний лікар Макіївської міської лікарні Сталінської області.

## Нагороди
- орден Вітчизняної війни 2-го ступеня (06.04.1985)
- медалі.